# Socket 1366
Socket LGA 1.366 és una implementació de socket per a processadors Intel Core i7, que es caracteritza per presentar una arquitectura molt diferent a les anteriors línies de processadors per socket 775 i anteriors. Entre les novetats hi ha, el port de comunicació directa entre el processador i la memòria RAM i l'eliminació del FSB.